# Möja
Möja ist eine Insel im äußeren Teil des mittleren Stockholmer Schärengartens in der Värmdö kommun. Sie ist die Hauptinsel einer Inselgruppe, welche sich Möja-Archipel nennt. Möja ist auch unter dem Namen Stora Möja (deutsch Großes Möja) bekannt. Südlich von Möja befindet sich Södermöja. Die Insel wird von dem Möja-Ström (deutsch Möja-Strom) geteilt.

## Geschichte
Möja wurde zum ersten Mal im 13. Jahrhundert erwähnt. Dies geschah in der antiken Reisebeschreibung König Waldemars Segelroute. Der damals erwähnte Name lautet Myghi. Der Name ist vermutlich durch einheimische Dialekte entstanden. Die Namen lauteten moge, muga und können sich auf den abgerundeten Berg beziehen, der sich zwischen den Dörfern Löka und Berg befindet. Eine andere Erklärung ist das estnische Wort für Berg (estnisch Mägi).
Die russischen Verwüstungen im Jahr 1719 trafen Möja hart. Alle Gebäude, mit Ausnahme der Kirche, wurden niedergebrannt. Die russischen Angreifer errichteten außerdem für einige Tage ein Lager auf der westlichen Seite der Insel. Noch heute erinnern etwa 20 Russische Öfen an diese Zeit in der Geschichte von Möja.
Die Insel ist seit mehreren hundert Jahren bevölkert. Die Einwohner bestritten ihren Lebensunterhalt durch Fischfang, Klein-Landwirtschaft und als Handwerker. Die Fischerei auf Möja hat eine lange Tradition. Gefischt wurde überwiegend in den Schärengärten von Nassa skärgård und Björkskär. In der Zeit nach dem Zweiten Weltkrieg, in den 1950er-Jahren, begannen die Einwohner Teile ihres Landes an Menschen zu verkaufen, die auf Möja ihre Freizeit verbringen wollten. Diese Entwicklung dauert bis heute an und geschieht im gleichen Maße im gesamten Schärengarten von Stockholm.

## Möjas Erdbeeren
Möja war bekannt für seine Erdbeerzucht. Schon im 19. Jahrhundert wurden während der Sommerzeit große Mengen von ihnen in die Hauptstadt Stockholm geliefert. Der Höhepunkt dieser geschäftlichen Tätigkeit wurde in den 1940er Jahren erreicht. Heute hat die kommerzielle Erdbeerzucht fast aufgehört. Es gibt lediglich noch ein paar kleine private Anbauer auf der Insel.

## Möja heute
Die Bevölkerung, von etwa 280 Personen, verteilt sich überwiegend auf die Dörfer Långvik, Ramsmora, Norrsundshage, Löka, Berg und Hamn. Der Haupthafen mit der Tankstelle und dem Lebensmittelgeschäft befinden sich in dem Ort Berg auf Stora Möja. Es gibt eine Vielzahl von Booten, die Möja im regulären Linienverkehr anlaufen. Unter anderem die Fahrgastlinien  Waxholmsbolaget und Cinderellabåtarna. Eine reguläre Autofähre gibt es nicht, doch findet man auf den Wegen der Insel einige Autos vor. Häfen für Gäste gibt es Kyrkviken südlich vom Dorf Berg und in Löka nördlich von Berg. In den Sommermonaten von Juni bis August steigt die Zahl der Einwohner auf Möja erheblich an. Der Grund sind die vielen Sommergäste, die sich zum Teil auch über Wochen auf Möja aufhalten. Durch den Linienverkehr der beiden Fahrgastlinien, mit ihren festen Abfahrtzeiten, ist auch den Tagesgästen, ohne eigenes Boot, ein Ausflug nach Möja möglich.
Auf Möja gibt es eine Schule, eine Post, zwei Einkaufsläden, mehrere Restaurants, eine Herberge, die Kirche und das Heimatmuseum, Gästehäfen, mehrere im Sommer geöffnete Souvenirshops und ein Tanzlokal. Das Tanzlokal von Möja ist schon seit langer Zeit für seine wilden Mittsommerfeiern bekannt und wurde von dem Musiker Cornelis Vreeswijk in dem Lied Ångbåtsblues (deutsch Dampfschiffblues) besungen.

## Bilder

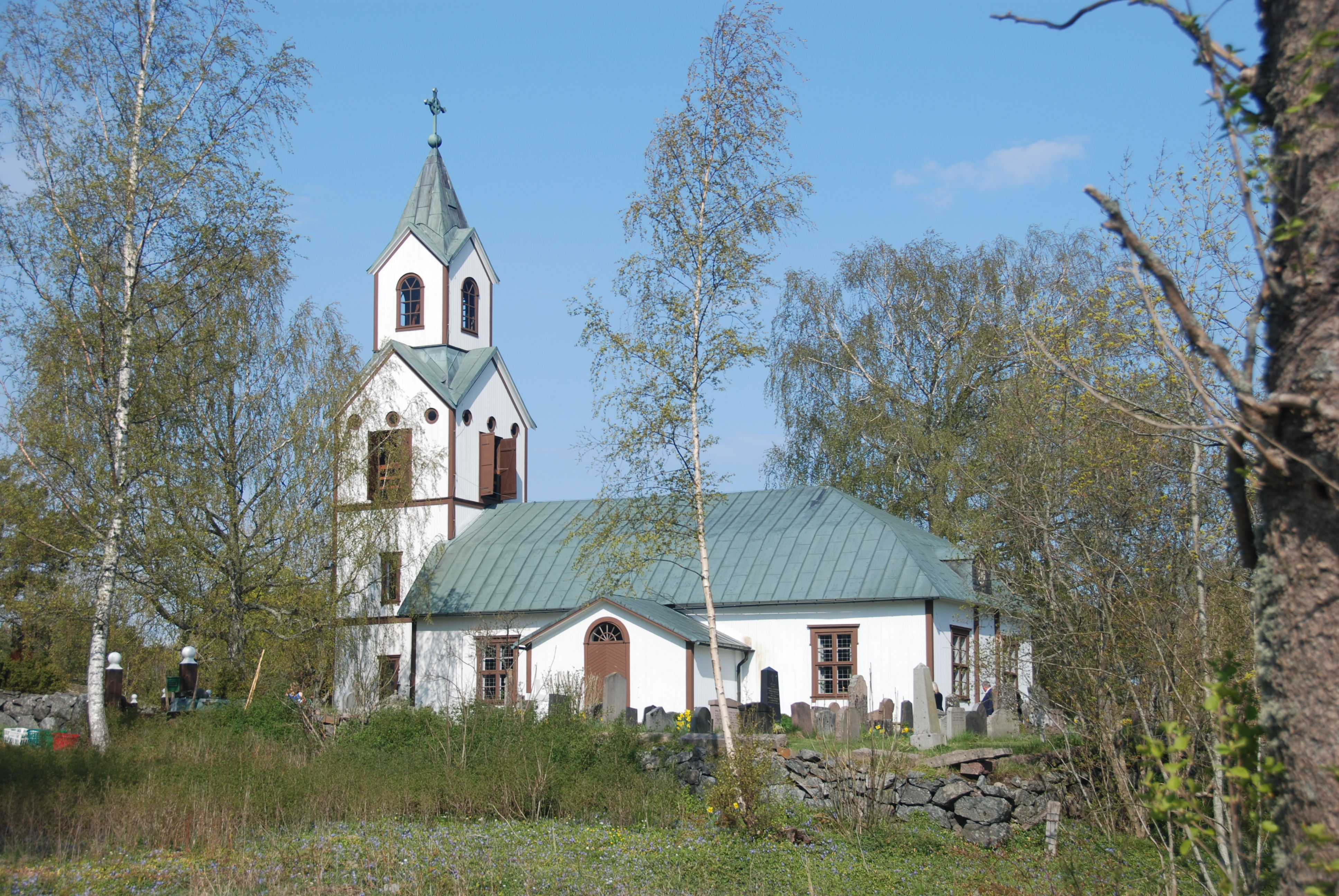
Kirche von Möja
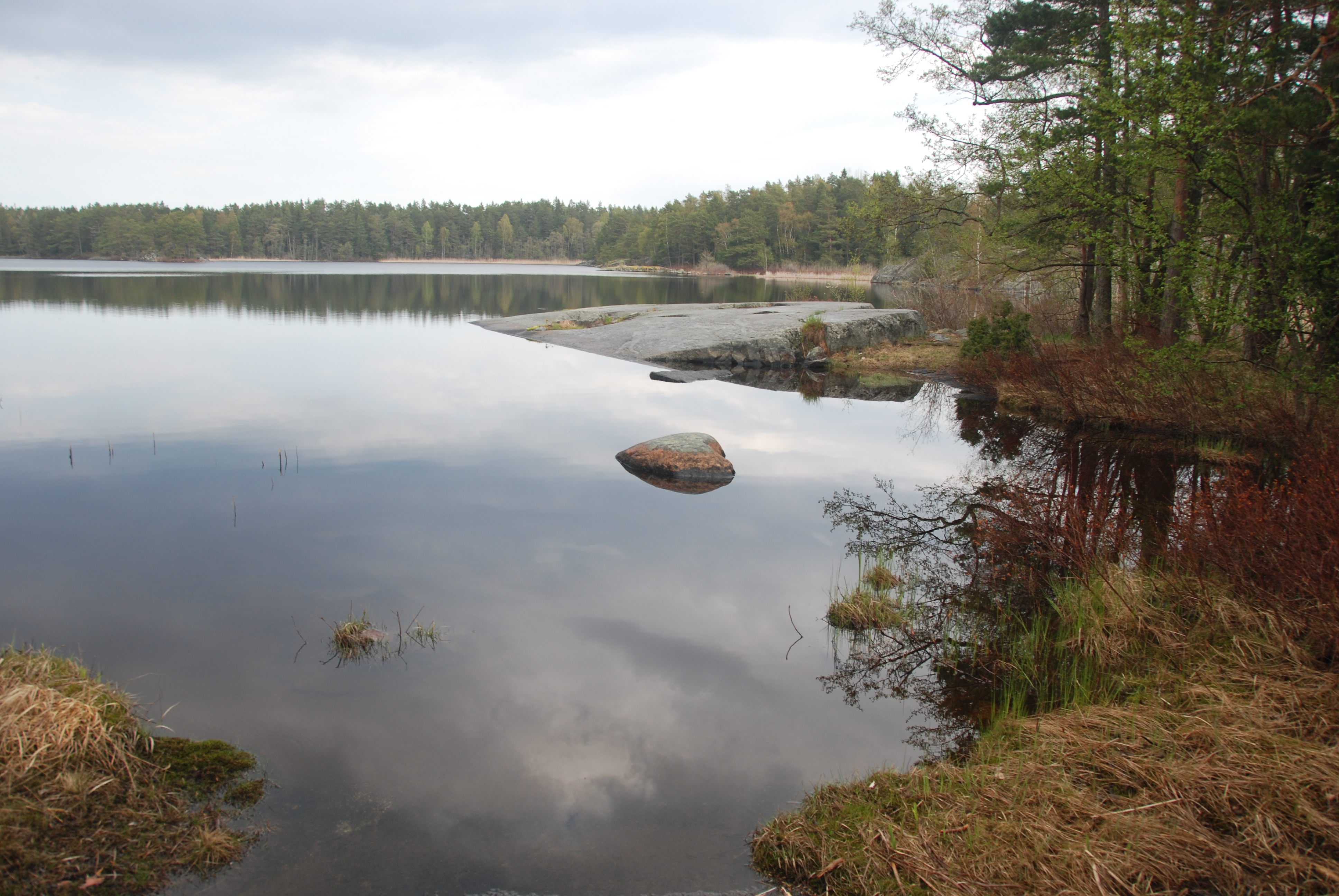
Einer der Binnenseen auf Nord-Möja mit Süßwasser
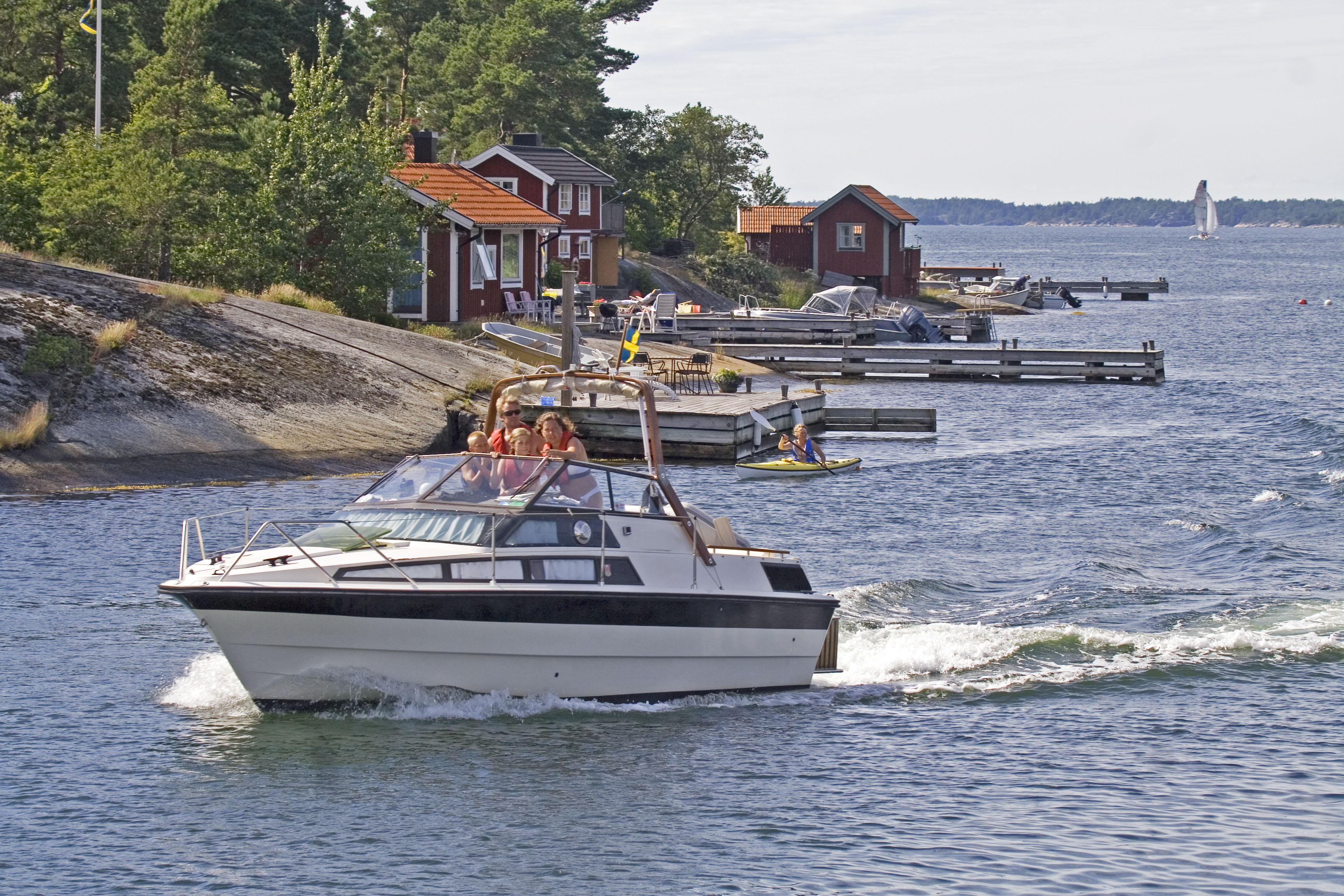
Freizeitleben auf Möja am Möja-Strom
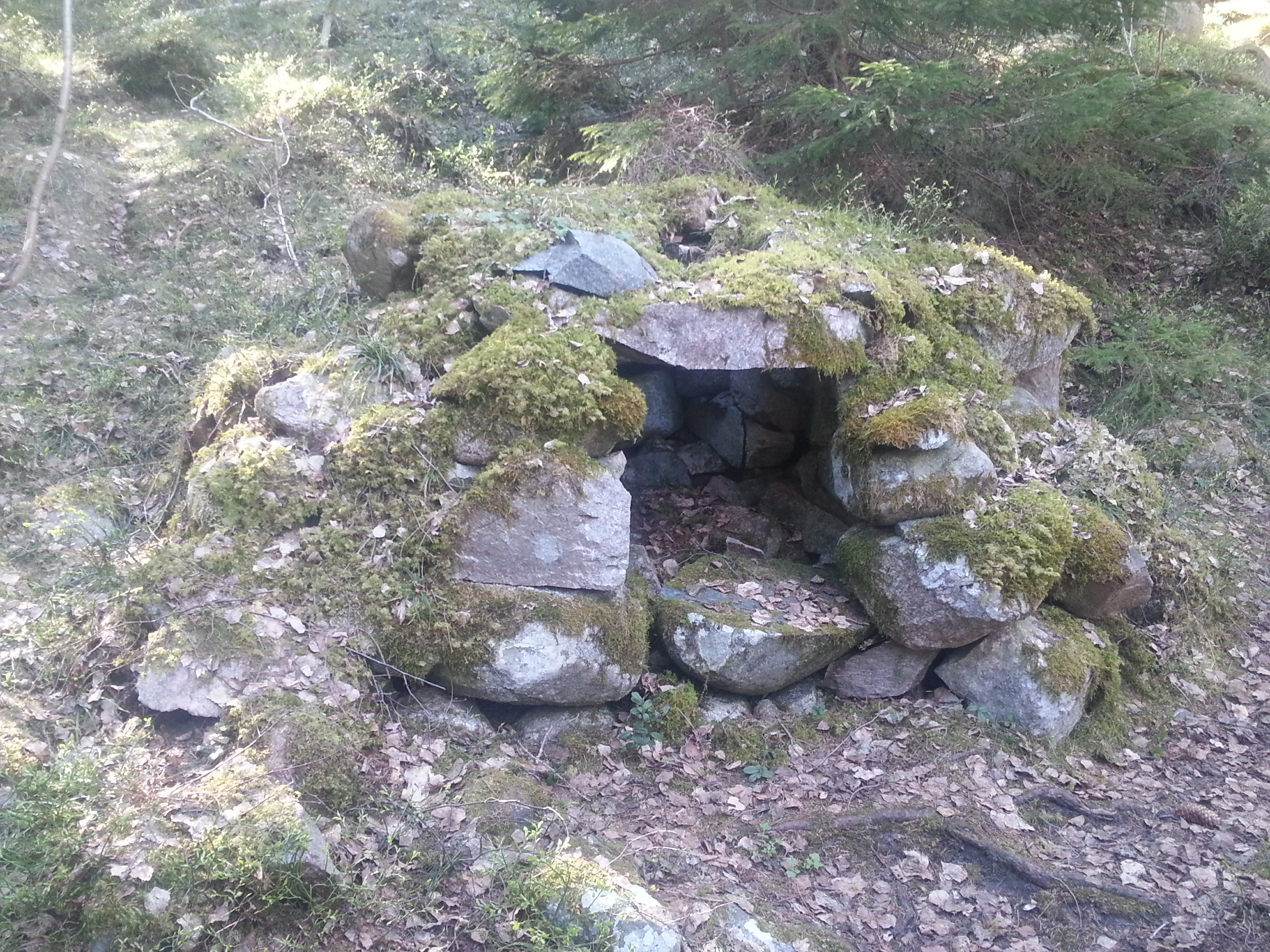
Russischer Ofen
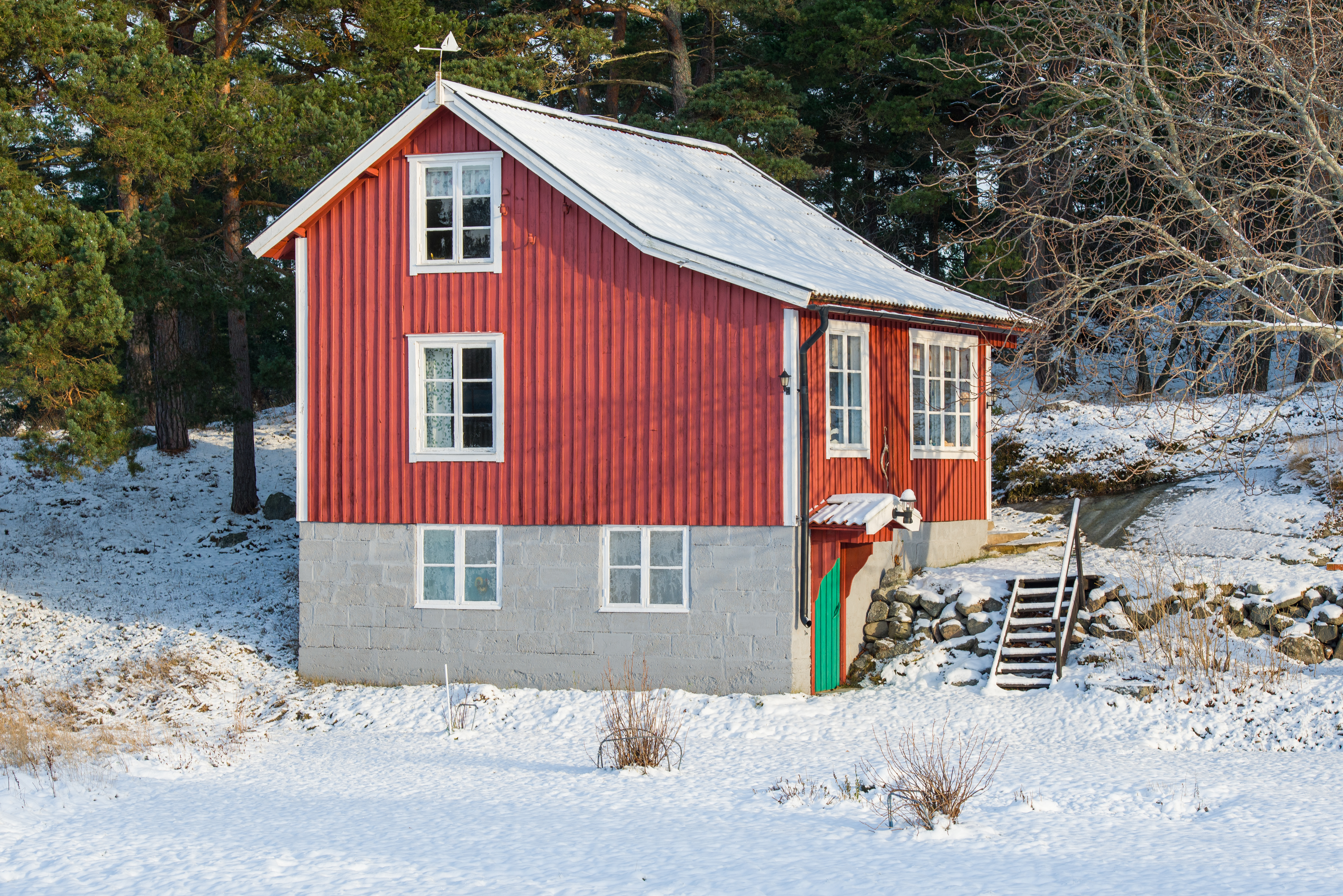
Möja im Winter 2012
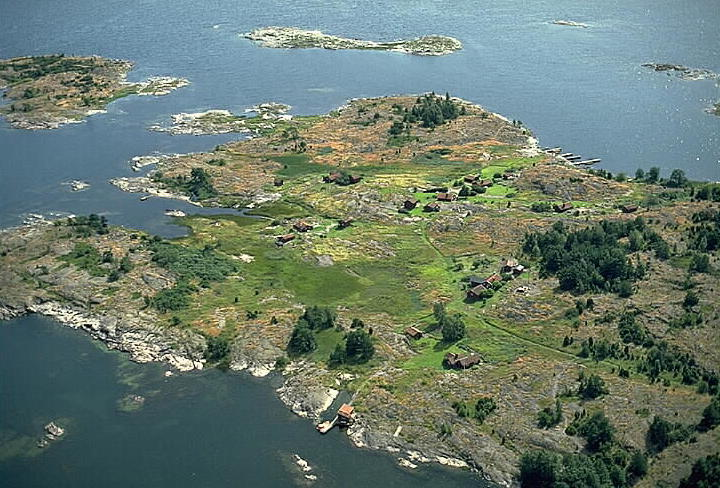
Björkskär
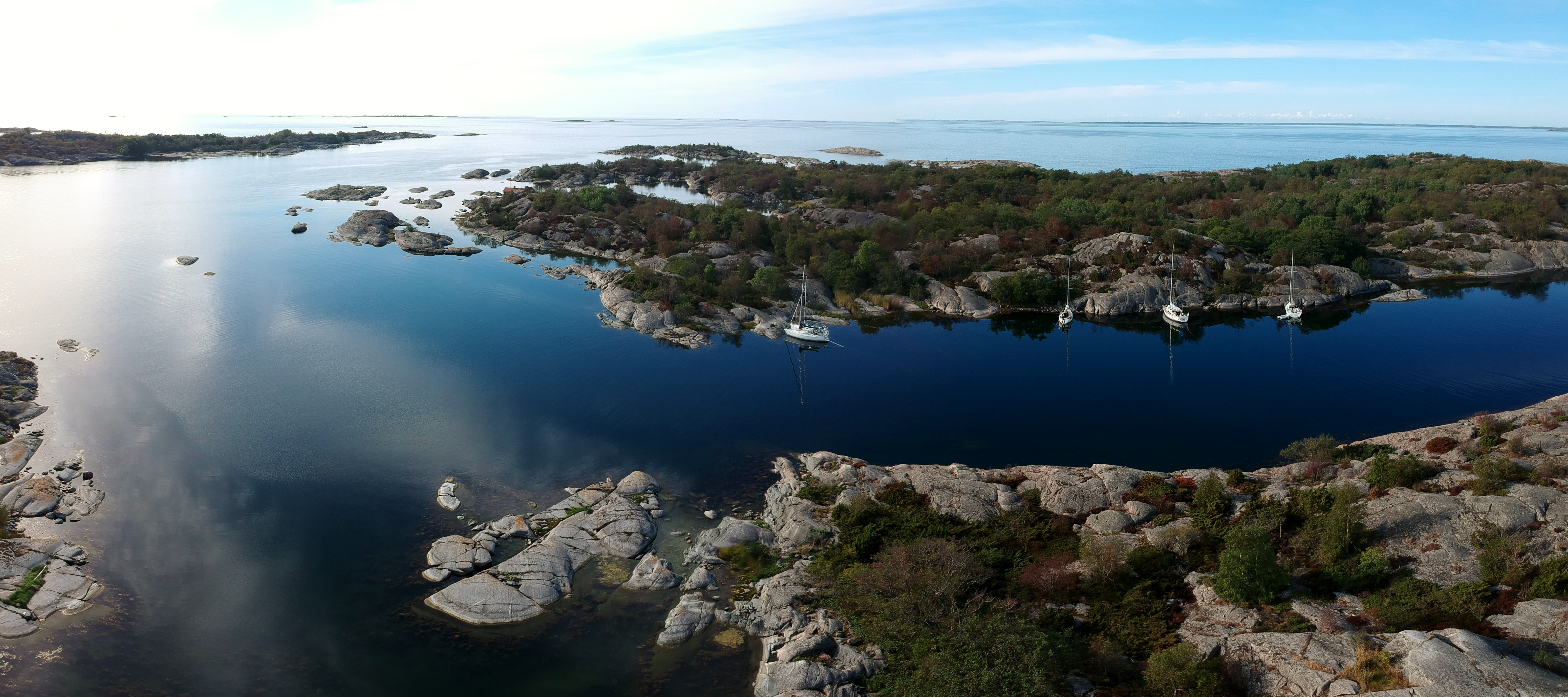
Björkskär